# Thomas Lechner (Fußballspieler, 1985)
Thomas „Lechi“ Lechner (* 22. Oktober 1985 in Mürzzuschlag, Steiermark) ist ein ehemaliger österreichischer Fußballspieler. Er erreichte mit dem österreichischen U-19-Nationalteam den 3. Platz bei der U-19-Europameisterschaft 2003 und kam für mehrere österreichische Bundesligisten zum Einsatz. 

## Karriere
Lechners Jugendverein war der ATuS Wartberg aus Wartberg im Mürztal in der Steiermark. Schon im Nachwuchsalter ging er nach Graz zum Grazer AK. Ab 2004 kam er als Kooperationsspieler beim Kapfenberger SV zu regelmäßigen Einsätzen. 2005 kam er zurück zum GAK, wo er zuerst bei den Amateuren und ab der Saison 2006/07 auch im Bundesligakader regelmäßig in der Innenverteidigung und sporadisch als Außenverteidiger zu seinen Einsätzen kommen konnte. 
Lechner war der jüngste Spieler der österreichischen U-19-Nationalmannschaft. Im Jahre 2003 wurde er in den Kader für die U-19-Europameisterschaft nominiert, wo er sich als Stammspieler und einer der Leistungsträger in der österreichischen U-19-Auswahl die Bronzemedaille erkämpfte. Später kam er auch wiederholt zu Einsätzen im U-21-Nationalteam.
In der Sommerpause vor der Saison 2007/08 wechselte Lechner zur SV Ried, die er am 5. Jänner 2008 verließ, um wieder zu seinem ehemaligen Verein nach Kapfenberg zurückzukehren. In der Winterpause der Saison 2008/09 wechselte Thomas Lechner von der Kapfenberger SV zum fünftklassigen Oberligisten SV Pachern in Hart bei Graz. Der Verein sicherte sich nach 22 von 26 Runden den Meistertitel und somit den Aufstieg in die steirische Landesliga. Nach einer vereinslosen Phase wurde Lechner Ende 2010 vom Regionalligisten DSV Leoben verpflichtet, für den er am 5. März 2011 erstmals antrat. Dabei stand er in der Startelf beim Heimspiel gegen seinen Ex-Verein GAK.

## Erfolge
- Bronzemedaille bei der U19-Europameisterschaft 2003
- 1× Österreichischer Zweitligameister: 2007/08 (Erste Liga)
- 1× Meister der Oberliga Mitte/West: 2008/09